# San Pedro Damián en los Montes de San Pablo (título cardenalicio)
La Diaconía de San Pedro Damián en los Montes de San Pablo  (Latín:Sancti Petri Damiani in montibus Pablo), (italiano: San Pier Damiani ai Monti di San Paolo) es un título cardenalicio creado por el papa Pablo VI el día 5 de marzo del año 1973.

## Titulares
- Pietro Palazzini (1973-1974)
- Vacante (1974-2003)
- Gustaaf Joos (2003 -2004)
- Agostino Vallini (2006 -) pro hac vice desde 2009